# العلاقات النمساوية اللاتفية
العلاقات النمساوية اللاتفية هي العلاقات الثنائية التي تجمع بين النمسا ولاتفيا.

## مقارنة بين البلدين
هذه مقارنة عامة ومرجعية للدولتين:
| وجه المقارنة                                              | النمسا                                                    | لاتفيا                                             |
| --------------------------------------------------------- | --------------------------------------------------------- | -------------------------------------------------- |
| المساحة (كم2)                                             | 83.86 ألف                                                 | 64.59 ألف                                          |
| عدد السكان (نسمة)                                         | 8.81 مليون                                                | 1.93 مليون                                         |
| الكثافة السكانية (ن./كم²)                                 | 105.06                                                    | 29.88                                              |
| العاصمة                                                   | فيينا                                                     | ريغا                                               |
| اللغة الرسمية                                             | اللغة الألمانية، لغة الإشارة النمساوية ‏                   | اللغة اللاتفية                                     |
| العملة                                                    | يورو، شلن نمساوي، رايخ مارك، شلن نمساوي                   | يورو، لاتس لاتفي، الروبل اللاتفي ‏، الروبل اللاتفي ‏ |
| الناتج المحلي الإجمالي (بليون دولار)                      | 416.60 مليار                                              | 30.26 مليار                                        |
| الناتج المحلي الإجمالي (تعادل القوة الشرائية) بليون دولار | 426.99 مليار                                              | 49.24 مليار                                        |
| الناتج المحلي الإجمالي الاسمي للفرد دولار أمريكي          | 43.77 ألف                                                 | 14.06 ألف                                          |
| الناتج المحلي الإجمالي للفرد دولار أمريكي                 | 47.68 ألف                                                 | 23.55 ألف                                          |
| مؤشر التنمية البشرية                                      | 0.885                                                     | 0.819                                              |
| رمز المكالمات الدولي                                      | +43                                                       | +371                                               |
| رمز الإنترنت                                              | .at                                                       | .lv                                                |
| المنطقة الزمنية                                           | توقيت وسط أوروبا، ت ع م+01:00، ت ع م+02:00، أوروبا/فيينا ‏ | ت ع م+02:00، ت ع م+03:00، أوروبا/ريغا ‏             |

## مدن متوأمة
في ما يلي قائمة باتفاقيات التوأمة بين مدن نمساوية ولاتفية:
- ترتبط يودنبورغ مع سيغولدا باتفاقية توأمة.
- ترتبط زانكت أندريه مع سالدوس باتفاقية توأمة.

## منظمات دولية مشتركة
يشترك البلدان في عضوية مجموعة من المنظمات الدولية، منها:
| علم المنظمة | اسم المنظمة                               | تاريخ انضمام النمسا | تاريخ انضمام لاتفيا |
| ----------- | ----------------------------------------- | ------------------- | ------------------- |
|             | الاتحاد الأوروبي                          | 1995                | 1 مايو 2004         |
|             | وكالة ضمان الاستثمار متعدد الأطراف        | 16 ديسمبر 1997      | 21 أغسطس 1998       |
|             | منظمة التعاون الاقتصادي والتنمية          | ?                   | 16 يونيو 2016       |
|             | الأمم المتحدة                             | 14 ديسمبر 1955      | 17 سبتمبر 1991      |
|             | الفريق المعني برصد الأرض                  | ?                   | ?                   |
|             | مركز تنسيق الحركة في أوروبا ‏              | ?                   | ?                   |
|             | منظمة حظر الأسلحة الكيميائية              | ?                   | ?                   |
|             | منظمة التجارة العالمية                    | ?                   | 1999                |
|             | منظمة الشرطة الجنائية الدولية             | ?                   | ?                   |
|             | منظمة الأمن والتعاون في أوروبا            | 25 يونيو 1973       | 10 سبتمبر 1991      |
|             | مؤسسة التنمية الدولية                     | 28 يونيو 1961       | 11 أغسطس 1992       |
|             | يونسكو                                    | 13 أغسطس 1948       | 9 يوليو 1951        |
|             | مجلس أوروبا                               | ?                   | ?                   |
|             | الاتحاد البريدي العالمي                   | ?                   | ?                   |
|             | البنك الدولي للإنشاء والتعمير             | 27 أغسطس 1948       | 11 أغسطس 1992       |
|             | الاتحاد الدولي للاتصالات                  | 1866                | 11 ديسمبر 1921      |
|             | مؤسسة التمويل الدولية                     | 28 سبتمبر 1956      | 29 سبتمبر 1993      |
|             | المنظمة الأوروبية لسلامة الملاحة الجوية   | 1993                | 2011                |
|             | المركز الدولي لتسوية المنازعات الاستشارية | 24 يونيو 1971       | 7 سبتمبر 1997       |
|             | مجموعة أستراليا                           | 1989                | 2004                |
|             | مجموعة الموردين النوويين                  | ?                   | ?                   |

## وصلات خارجية
- موقع وزارة الخارجية النمساوية
- موقع وزارة الخارجية اللاتفية